# Carneoryctes semicalvus
Carneoryctes semicalvus är en skalbaggsart som beskrevs av Lea 1917. Carneoryctes semicalvus ingår i släktet Carneoryctes och familjen Dynastidae. Inga underarter finns listade.